# Софроний Стамулис
Софроний (на гръцки: Σωφρόνιος, Софрониос) е гръцки духовник, митрополит на Цариградската патриаршия.

## Биография
Роден е със светското име Сотириос Стамулис (Σωτήριος Σταμούλης) в 1875 година в Силиврия в семейството на учения Анастасиос Стамулис. Брат е на политика Милтиадис Стамулис и на журналистката Елпиники Стамули-Саранди. В 1893 година завършва Великата народна школа в столицата. Учи в Юридическия, а по-късно в Богословския факултет на Атинския университет, в който става доктор в 1898 година. Учи богословие и педагогика в Гьотингенския, Берлинския и Йенския университет, от който в 1904 година получава титлата доктор по философия.
След завръщането си е ръкоположен за дякон на 12 ноември 1906 г. от миторполит Апостол Берски и през март 1907 година за презвитер и архимандрит и е назначен за архиерейски наместник в Негуш. От следващата година работи като архиерейски наместник на ксантийския митрополит в Кавала (1908 - 1909), но е оттеглен в Цариград по искане на властите, заради близки контакти с владиката Хрисостом Драмски. Работи като инспектор на училищата на Константинополската архиепископия до 1917 г., когато на 28 февруари е избран и на 5 март ръкоположен за митрополит на Мириофитска и Перистаска епархия. Остава в Мириофито до завладяването на града от турците в 1922 година. През май 1923 година е уволнен, но на 15 април 1924 година отново е назначен.
През октомври 1924 г. е избран за берски митрополит, а на 17 октомври 1927 г. е прехвърлен в Елевтеруполската епархия, където остава до оставката си в 1958 година.
Умира в 1960 година в Атина. Тленните му останки са пренесени в Правища и погребани в катедралния храм „Свети Елевтерий“.